# Rasto atrás
Rasto atrás es una obra de teatro escrita por Jorge Andrade en 1965. Fue estrenada en Río de Janeiro, en el Teatro Nacional de Comédia el 26 de enero de 1966 bajo la dirección de Gianni Ratto. La obra fue galardonada con el primer premio del concurso nacional de Dramaturgia del Servicio Nacional de Teatro.

## Sinopsis
La obra se divide en dos partes, que tienen como denominador común la transformación de la vida de una pequeña ciudad del interior paulista. La obra cuenta la historia de Vicente, un dramaturgo famoso que vuelve a la población que le vio nacer y reencontrarse con sus raíces.